# 大橋宵火
大橋 宵火（おおはし しょうか、1908年（明治41年）12月1日 - 2002年（平成14年）9月25日）は、日本の俳人。本名・信次。俳人協会評議員。俳人協会名誉会員。

## 人物
1908年（明治41年）、滋賀県に生まれる。
1923年（大正12年）、木之本尋常高等小学校卒業と同時に、叔父大橋英次（母の弟、大橋桜坡子と号す）の斡旋により、住友銀行本店入行。桜坡子の勧めにより俳句を始め、「ホトトギス」「山茶花」に投句。若いホトトギス作家を中心として創刊された「山茶花」は結婚後、宵火の自宅が発行所となった。また桜坡子が創刊した「雨月」を姪の大橋敦子と共に支えた。住友俳句会で山口誓子と親交を持ち、神戸大学内の記念館の創立に貢献した。
2002年（平成14年）9月25日午前6時23分、急性肺炎のため大阪府箕面市の病院で死去。93歳没。孫は中西泰人。